# Eichhörnchen

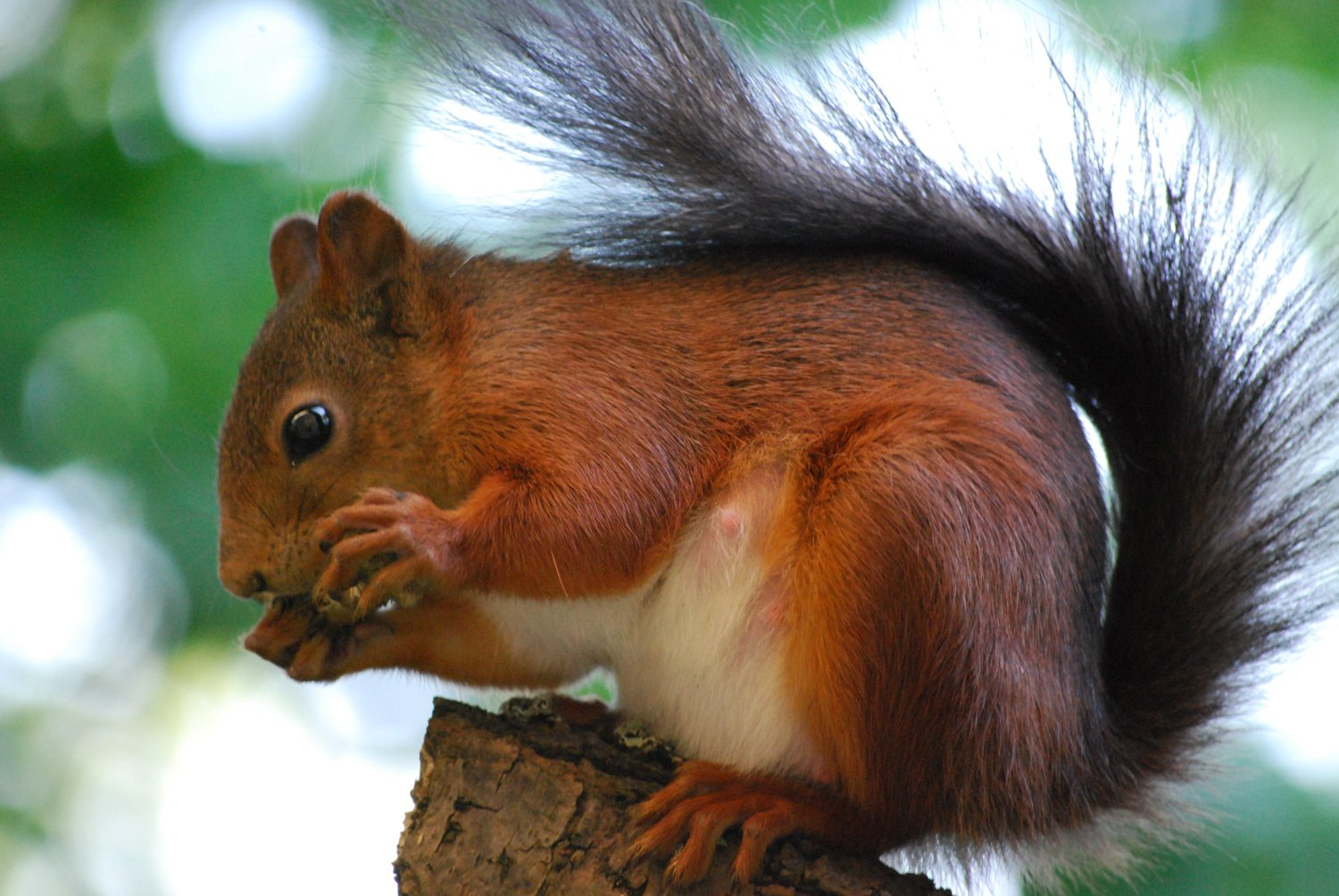
Eurasisches Eichhörnchen (Sciurus vulgaris)

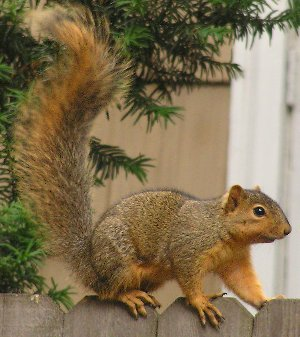
Fuchshörnchen (Sciurus niger)

Eichhörnchen beim Nestbau

Die Eichhörnchen (Sciurus) sind eine Gattung der Baumhörnchen (Sciurini) innerhalb der Familie der Hörnchen (Sciuridae). Ein auffälliges Merkmal ist der hochgestellte buschige Schwanz. Die in Mitteleuropa bekannteste Art ist das Eurasische Eichhörnchen, das gemeinhin einfach als Eichhörnchen bezeichnet wird. Alle Eichhörnchen sind Waldbewohner und ernähren sich primär von Samen und Früchten. Die meisten Arten sind auf dem amerikanischen Doppelkontinent beheimatet. Nur vier der 30 Arten leben in der Alten Welt, sie sind über Europa, Vorder-, Nord- und Ostasien verbreitet. Eine weitere Art (Grauhörnchen) ist als Neozoon in Teilen Europas eingebürgert.

## Verbreitung
Die verschiedenen Arten der Eichhörnchen leben vor allem auf dem amerikanischen Doppelkontinent, wo sie sowohl in Nordamerika wie auch in Mittel- und Südamerika in zahlreichen Arten vorkommen. Außerhalb Amerikas sind nur vier Arten heimisch, von denen das Eurasische Eichhörnchen (S. vulgaris) über fast den gesamten europäischen und große Teile des asiatischen Kontinents verbreitet ist. Das Kaukasische Eichhörnchen (S. anomalus) kommt dagegen nur in Teilen Südeuropas sowie auf dem Kaukasus und in Vorderasien vor, und das Japanische Eichhörnchen (S. lis) ist auf Japan beschränkt. In Südostasien kommen ebenso wie im australischen Raum und in Afrika keine Eichhörnchenarten natürlich vor.
Durch Verschleppung und bewusste Einführung wurde vor allem das Grauhörnchen (S. carolinensis) über weite Teile auch abseits des ursprünglichen Verbreitungsgebietes angesiedelt. In Europa wurde es in Großbritannien, Irland und Italien eingeführt, wobei es vor allem in Großbritannien die dort ursprünglich heimischen Eichhörnchen nahezu verdrängt hat. Zudem wurde die Art in Südafrika angesiedelt, wo sie sich jedoch aufgrund fehlender Waldlebensräume nur in der Region von Kapstadt verbreiten konnte.

## Lebensweise
Alle Arten der Eichhörnchen sind überwiegend tagaktiv. Sie ernähren sich vor allem von Nüssen und anderen Samen, Früchten und anderen Pflanzenteilen sowie seltener opportunistisch auch von tierischer Nahrung wie Insekten, Eiern, Küken und anderen Kleintieren. Als Baumbewohner sind sie sehr gute Kletterer, und die meisten Arten verbringen die meiste Zeit in den Bäumen und kommen nur gelegentlich auf den Boden zur Nahrungssuche. Sie bauen ihre Nester (Kobel oder auch Kogel) in der Regel in Form eines kugelförmigen Baus aus Zweigen und Blättern in Baumhöhlen oder Astgabeln.
Fressfeinde der Eichhörnchen sind in erster Linie Greifvögel und Raubtiere wie Marder und Katzen, vor allem in Südamerika auch Schlangen.

## Systematik
Die Eichhörnchen bilden eine eigene Gattung innerhalb der Hörnchen (Sciuridae) und werden der Unterfamilie Sciurinae und der Tribus Sciurini zugeordnet. Die wissenschaftliche Systematik geht zurück bis zur Erstbeschreibung des Eichhörnchens und einiger weiterer Hörnchenarten durch Carl von Linné in der 10. Auflage seines Systema naturae, das Eichhörnchen selbst stellt den nomenklatorischen Typus dar. In dem Systema naturae beschrieb Linné sechs Gattungen der Nagetiere, darunter auch die Gattung Sciurus. Diese enthielt neben dem eurasischen Eichhörnchen (S. vulgaris) auch die amerikanischen Fuchshörnchen S. niger und S. cinereus, das Europäische Gleithörnchen (S. volans, heute Pteromys volans), das Atlashörnchen (S. getulus, heute Atlantoxerus getulus), das Streifen-Backenhörnchen (S. striatus, heute Tamias striatus) sowie die nicht zuzuordnende Art Sciurus flavus.
Innerhalb der Eichhörnchen werden aktuell etwa 30 Arten unterschieden, die nach einzelnen Taxonomien auf zehn Untergattungen verteilt werden können. Das Handbook of the Mammals of the World von 2016 listet 28 Arten, wobei das erst 2017 beschriebene Sciurus meridionalis und das 2024 beschriebene Sciurus pachecoi, sowie Sciurus brasiliensis und Sciurus nebouxii nicht enthalten sind. Aktuell werden entsprechend die folgenden Arten anerkannt:
- Untergattung Sciurus
  - Kaukasisches Eichhörnchen (S. anomalus), Kaukasus, Kleinasien, Palästina
  - Japanisches Eichhörnchen (S. lis), Japan
  - Kalabrisches Eichhörnchen (S. meridionalis), Süditalien[5]
  - Eurasisches Eichhörnchen (S. vulgaris), Europa, Nordasien
- Untergattung Echinosciurus
  - Rotbauchhörnchen (S. aureogaster), südl. Mexiko, Guatemala
  - Collie-Hörnchen (S. colliaei), westl. Mexiko
  - Deppes Hörnchen (S. deppei), nördl. Zentralamerika
  - Bunthörnchen (S. variegatoides), Zentralamerika
  - Yucatan-Hörnchen (S. yucatanensis), Yucatán
- Untergattung Guerlinguetus
  - Guyana-Hörnchen (S. aestuans), Venezuela, Guyana, Suriname, Französisch-Guayana, Brasilien
  - Gelbkehlhörnchen (S. gilvigularis), Venezuela, nördl. Brasilien
  - Sciurus brasiliensis, Brasilien[4]
- Untergattung Hadrosciurus
  - Venezolanisches Hörnchen (S. flammifer), Venezuela
  - Bolivianisches Eichhörnchen (S. ignitus), westl. Südamerika
  - Nordamazonisches Rothörnchen (S. igniventris), nördl. Südamerika
  - Sciurus pachecoi, Peru[6]
  - Junín-Hörnchen (S. pyrrhinus), Peru
  - Südamazonisches Rothörnchen (S. spadiceus), zentrales Südamerika
- Untergattung Hesperosciurus
  - Aberthörnchen (S. aberti; mit der Unterart Kaibabhörnchen S. a. kaibabensis), südwestl. USA, nordwestl. Mexiko
  - Westliches Grauhörnchen (S. griseus), westl. Nordamerika
- Untergattung Leptosciurus
  - Kolumbianisches Eichhörnchen (S. pucheranii), kolumbianische Anden
  - Sanborns Hörnchen (S. sanborni), Peru
- Untergattung Neosciurus
  - Grauhörnchen (S. carolinensis), östliches Nordamerika, eingebürgert in Großbritannien, Irland und Italien
- Untergattung Parasciurus
  - Allens Hörnchen (S. alleni), nordöstl. Mexiko
  - Arizona-Grauhörnchen (S. arizonensis), Arizona, New Mexico
  - Mexikanisches Fuchshörnchen (S. nayaritensis), westl. Mexiko
  - Fuchshörnchen (S. niger), zentrale und östliche USA, nordöstl. Mexiko
  - Peters’ Hörnchen (S. oculatus), Zentral-Mexiko
- Untergattung Syntheosciurus
  - Sciurus nebouxii, nordwestliches Peru[4]
  - Guayaquil-Hörnchen (S. stramineus), Ecuador
- Untergattung Syntheosciurus
  - Rotschwanzhörnchen (S. granatensis), Costa Rica, Panama, Kolumbien, Venezuela, Ecuador, Trinidad
  - Richmonds Hörnchen (S. richmondi), Nicaragua

Guerlinguetus, Hadrosciurus und Syntheosciurus werden auch als eigenständige Gattungen abgetrennt. Innerhalb der Arten kommen sowohl monotypische Arten wie auch solche mit zahlreichen Unterarten vor.

## Wortherkunft
Die wissenschaftliche Bezeichnung Sciurus setzt sich aus altgriechisch σκιά skia ‚Schatten‘ und οὐρά oura ‚Schwanz‘ zusammen. Das griechische Wort rührt von der in der Antike verbreiteten Ansicht her, dass sich Eichhörnchen mit ihrem gewaltigen Schwanz selber Schatten geben können: „der sich mit dem Schwanz Schatten gibt“.
Die Etymologie von Eichhörnchen ist nicht restlos geklärt. Als urgermanische Grundlage wird *aikwernan-, neben der Variante *īkurnan- im Nordgermanischen, angenommen. Laut Kroonen geht dies direkt auf das urindogermanische Wort *h₂éi-h₂ur (Gen. *h₂i-h₂urós) zurück, das sich auch in den keltischen, lateinischen, baltischen, slawischen und persischen Bezeichnungen für das Eichhörnchen, das Frettchen, den Iltis oder den Marder findet. Abweichend davon wird die erste Silbe teils auf germanisch *aik- ‚Eiche‘, teils auf eine indogermanische Wurzel *aig- ‚sich heftig bewegen, schwingen‘ zurückgeführt – was aber die nordgermanische Variante nicht erklärt. Zumindest der hintere Teil des germanischen Wortes lässt sich damit aber an Tierbezeichnungen in anderen indogermanischen Sprachen anschließen. Eich- ist somit wahrscheinlich, -hörnchen sogar sicher eine sekundäre – wenn auch schon in althochdeutscher Zeit anzutreffende – Umdeutung nicht mehr verstandener Wortwurzeln. Das scheinbare Grundwort Hörnchen wurde im 19. Jahrhundert zur Bezeichnung der ganzen Familie.

## Belege
1. ↑  Eichhörnchen – niedliches Nagetier und Nesträuber, abgerufen am 17. Oktober 2020.
2. ↑  Carl von Linné: Systema naturae. 10. Auflage, 1758; Band 1, S. 60, 63–64 (Digitalisat).
3. ↑  
J.L. Koprowski, E.A. Goldstein, K.R. Bennett, C. Pereira Mendes: Genus Sciurus. In: Don E. Wilson, T.E. Lacher, Jr., Russell A. Mittermeier (Hrsg.): Handbook of the Mammals of the World: Lagomorphs and Rodents 1. (HMW, Band 6) Lynx Edicions, Barcelona 2016, ISBN 978-84-941892-3-4, S. 740–755.
4. 1 2 3 4  
James L. Patton, Ulyses F. J. Pardiñas und Guillermo D’Elía (Hrsg.): Mammals of South America, Volume 2 Rodents. University of Chicago Press, 2015, ISBN 978-0-226-16960-6. S. 13–15 u. 44–45.
5. ↑  
Lucas A. Wauters, Giovanni Amori, Gaetano Aloise, Spartaco Gippoliti, Paolo Agnelli, Andrea Galimberti, Maurizio Casiraghi, Damiano Preatoni and Adriano Martinoli. 2017. New Endemic Mammal Species for Europe: Sciurus meridionalis (Rodentia, Sciuridae). Hystrix [the Italian Journal of Mammalogy]. doi:10.4404/hystrix-28.1-12015
6. ↑  
Robert Voss, David Fleck, Thomas C. Giarla: Mammalian Diversity and Matses Ethnomammalogy in Amazonian Peru. Part 5. Rodents. April 2024, Bulletin of the American Museum of Natural History 466, PDF bei Researchgate
7. ↑  Henry George Liddell, Henry Stuart Jones, Robert Scott: A Greek–English Lexicon. 9., überarb. und erweit. Aufl. Clarendon Press, Oxford 1951.
8. ↑  Heini Hofmann: Sciurus vulgaris. In: nzz.ch. 16. Oktober 2012, abgerufen am 12. Mai 2023. (Volltext als PDF )
9. ↑  Guus Kroonen: Etymological Dictionary of Proto-Germanic. Brill, Leiden 2013, S. 10–11.
10. ↑  Etymologisches Wörterbuch der deutschen Sprache. Bearb. von Elmar Seebold. 25., durchgesehene und erweiterte Aufl. De Gruyter, Berlin/Boston 2011, S. 231; Etymologisches Wörterbuch des Deutschen. 2. Aufl., durchgesehen und ergänzt von Wolfgang Pfeifer. Akademie, Berlin 1993, S. 264.